# Martina Gedeck
Martina Gedeck [ˈɡeˑdɛk] (nacida el 14 de septiembre de 1961 en Múnich) es una actriz alemana. Alcanzó fama internacional gracias al papel principal en las películas  Bella Martha y Das Leben der Anderen o La vida de los otros. Ha ganado múltiples premios entre los que destacan el Deutscher Filmpreis (Premios del cine alemán) en 1997 y 2002. Figura entre las actrices más importantes del cine y la televisión alemanes.

## Biografía
Martina Gedeck es la mayor de tres hermanas. Su niñez y juventud transcurrió en Baviera. Martina Gedeck se ha referido a la relación con sus padres como armónica y llena de confianza. En su niñez apenas tuvo contacto con los medios. Gedeck: “No teníamos televisión. Sólo en casa de mi abuela podíamos ver ‚Pan Tau‘ und ‚Augsburger Puppenkiste‘. Raras veces nos proponían juegos prefabricados. Mis padres valoraban ante todo la fantasía.”. En 1971 su familia se mudó a Berlín. 
Sus primeros años de escuela los pasó Gedeck en la Schadow-Oberschule en Zehlendorf (Berlín) donde en 1981 aprobó la selectividad. Entre 1977 y 1978, estuvo durante un año en Nueva Jersey, Estados Unidos, como estudiante de intercambio. Con motivo de un curso de teatro en el Instituto actuó en una pieza de Turgenev. Después de la selectividad se matriculó en la Universidad Libre de Berlín, en las asignaturas de Historia y Germanística. Entre 1982 y 1986 completó su formación como actriz en el Seminario Max Reinhardt de Berlín.  Su primera aparición oficial en un teatro tuvo lugar en 1985 en el Theater am Turm de Fráncfort como presa de un correccional en la pieza Aschenkinder de Janusz Glowacki. En los años siguientes actuó en más obras como, por ejemplo, en Der Geizige de Molière, y como trabajadora social en Das Stille Kind de Martín Grimp.

## Carrera cinematográfica
La carrera cinematográfica de Gedeck empezó en 1988 con apariciones en dos películas de Dominik Graf (Die Beute y Tiger, Löwe, Panther). Al final de los años ochenta actuó en varias series de televisión: Eurocops, Ein Fall für zwei, Adelheid und ihre Mörder, Wolffs Revier, Die Kommissarin y Faust. 
Sus inicios como actriz se remontan a las películas Krücke (1992), Barmherzige Schwestern (1993), Der bewegte Mann (1994) de Sönke Wortmann y Das Leben ist eine Baustelle (1995) de Wolfgang Becker. A continuación participó en producciones de éxito comercial como la comedia sentimental de 1995 Stadtgespräch. Al mismo tiempo, participó en producciones para la televisión. Por su participación en la producción Hölleisengretl de la ZDF del año 1998 en la que encarnaba a una campesina de Baviera recibió el premio  Bayerischer Fernsehpreis.
Con el paso de los años encarnar mujeres de carácter se convirtió en el rasgo más destacado de su carrera. Así, por ejemplo, en la emisión de la ZDF Ich habe Nein gesagt del año 1998 que trataba el problema de la violencia en la pareja. Puntos álgidos de su carrera fueron las comedias Bella Martha de Sandra Nettelbeck (1999), Hunger auf Leben, una biografía de la vida de la escritora de la Alemania Oriental Brigitte Reimann (2003), y la película premiada con el Oscar a la mejor película extranjera Das Leben der Anderen ( La vida de los otros ) de Florian Henckel von Donnersmarck sobre el espionaje y las escuchas de la Stasi (2006) en la Alemania Oriental. Del mismo año son las películas Las partículas elementales de Oskar Roehler y el retrato de la pianista Clara Schumann de Helma Sanders-Brahms (Geliebte Clara, 2009). Gedeck apareció, además, en un papel secundario en la película estadounidense El buen pastor de Robert De Niro. Sus películas de los años 2008 y 2009 recibieron críticas dispares: Der Baader Meinhof Komplex, en la que Gedeck encarnó el papel de la periodista y fundadora de la RAF, Ulrike Meinhof y Jud Süss – Film ohne Gewissen criticado por su tratamiento superficial de los años del nazismo.
Entre los años 1991 y 1999, Gedeck vivió con el autor Ulrich Wildgruber. Desde 2005 mantiene una relación con el director suizo Markus Imboden con el que ha rodado varias películas. Gedeck trabajó con diferentes directores y actores: con Heinz Hoenig (Krücke), Jürgen Vogel y Armin Rohde (Das Leben ist eine Baustelle), Veronica Ferres, Götz George, Heiner Lauterbach y Joachim Król (Rossini – oder die mörderische Frage, wer mit wem schlief), Iris Berben (Frau Rettich, die Czerni und ich), Ulrich Mühe, Ulrich Tukur, Sebastian Koch y Thomas Thieme (Das Leben der Anderen), Moritz Bleibtreu y Nadja Uhl (Der Baader Meinhof Komplex) así como con  Hermine Huntgeburth (Romeo). Como destacada actriz alemana recibió a lo largo de los años innumerables premios y distinciones. En 2002 obtuvo por segunda vez el Deutschen Filmpreis. En 2007 la película La vida de los otros, en el que encarnaba el papel femenino principal, recibió el Oscar a la mejor película extranjera. 
En 2010 formó parte como electora en la asamblea para elegir el nuevo presidente  de  Alemania. Gedeck pertenece a Alianza 90/Los Verdes.

## Vida pública
En cuanto una de las actrices más populares, Martina Gedeck aparece regularmente en el primer plano de la vida pública. La revista Gala la consideró la actriz más influyente del momento. En 2006 un jurado de críticos cinematográficos la eligió como la mejor actriz alemana, por delante de Julia Jentsch, Iris Berben, Veronica Ferres y Nadja Uhl.
Las críticas en la prensa subrayan su representación de personajes femeninos. El portal sobre cine kino.de señala: “Como apenas otra actriz, Martina Gedeck entiende el arte de la interpretación como un cambio permanente entre el análisis exacto del personaje y la fantasía artificial”. Y: “sensible y sensual, tímida y lasciva, orgullosa y humilde – Martina Gedeck se mueve en sus papeles entre los extremos”.

## Filmografía
- 1986: In der Kälte der Sonne
- 1987: Retouche
- 1987: Aquaplaning

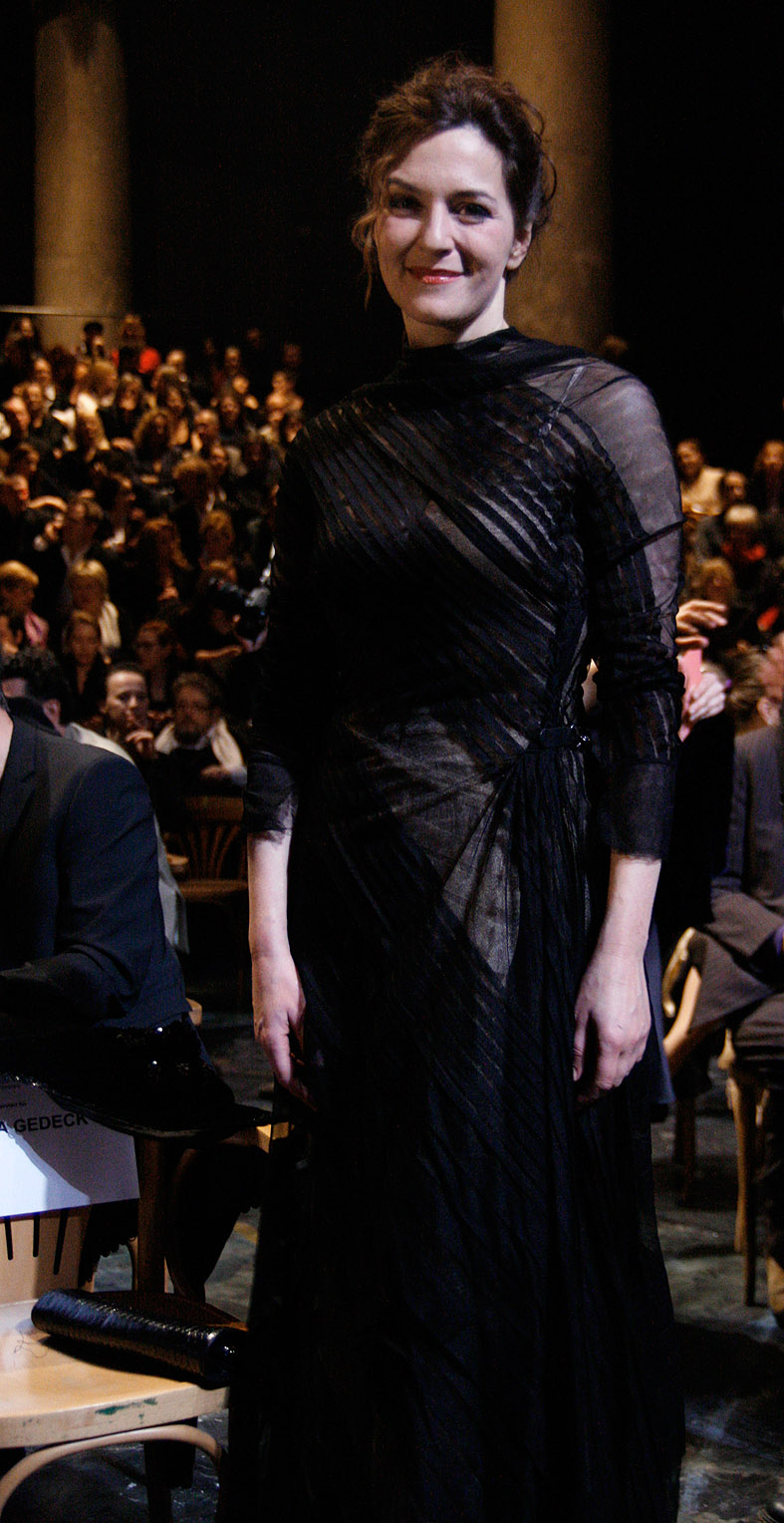
Martina Gedeck en Viena (2011)

- 1988: Die Beute (para la televisión)
- 1988: Tiger, Löwe, Panther (para la televisión)
- 1989–1993: Liebling Kreuzberg (serie de televisión)
- 1989: Schulz & Schulz (para la televisión)
- 1990: Auf Achse (serie de televisión)
- 1991: Leo und Charlotte (serie de televisión)
- 1991: Hausmänner
- 1991: Ein Fall für zwei (serie de televisión)
- 1991: Unser Lehrer Doktor Specht (serie de televisión)
- 1992: Krücke
- 1992: Endstation Harembar (para la televisión)
- 1993: Der Hausgeist (serie de televisión)
- 1993: Barmherzige Schwestern
- 1994: Hölleisengretl
- 1994–1995: Frauenarzt Dr. Markus Merthin (serie de televisión)
- 1994: Der bewegte Mann
- 1995: Das Schwein – Eine deutsche Karriere
- 1995: Stadtgespräch
- 1996: Das Leben ist eine Baustelle (La vida en obras)
- 1996: Der schönste Tag im Leben
- 1996: Frauen lügen nicht
- 1997: Harald – Der Chaos aus dem Weltall
- 1997: Der Neffe
- 1997: Single Bells
- 1997: Rossini – oder die mörderische Frage, wer mit wem schlief
- 1998: Frau Rettich, die Czerni und ich
- 1998: Deine besten Jahre
- 1999: Ich habe nein gesagt (para la televisión)
- 1999: Grüne Wüste
- 1999: Alles Bob
- 2000: O Palmenbaum
- 2000: Happy Hour oder Glück und Glas
- 2001: Scheidung auf amerikanisch
- 2001: Deliciosa Marta
- 2001: Romeo (para la televisión)
- 2001: Verlorenes Land (para la televisión)
- 2002: Andreas Hofer – Die Freiheit des Adlers (para la televisión)
- 2003: Der Stich des Skorpion
- 2003: Das Blaue Wunder
- 2003: Unsre Mutter ist halt anders (para la televisión)
- 2003: Geheime Geschichten (para la televisión)
- 2003: Ins Leben zurück (para la televisión)
- 2004: Hunger auf Leben (para la televisión)
- 2004: Casanova (para la televisión)
- 2004: Spiele der Macht – 11011 Berlin (para la televisión)
- 2005: Las partículas elementales (película)
- 2005: Auf ewig und einen Tag (para la televisión)
- 2005: Ein perfekter Freund (Un ami parfait)
- 2006: Der gute Hirte (El buen pastor)
- 2006: Sommer ’04
- 2006: La vida de los otros
- 2007: Verlassen
- 2007: Meine schöne Bescherung
- 2008: Geliebte Clara
- 2008: Der Baader Meinhof Komplex
- 2009: Tris di Donne & abiti nuziali
- 2009: Sisi  (para la televisión)
- 2010: Jud Süß – Film ohne Gewissen
- 2010: Aghet – Ein Völkermord
- 2010: Agnosia - Eugenio Mira
- 2010: Tatort (serie para la televisión)
- 2011: Bastard
- 2012: Halbe Hundert
- 2012: Hinter der Tür
- 2012: Die Wand
- 2013: Night Train to Lisbon
- 2013: Die Auslöschung (película para la televisión austriaca)
- 2013: Am Hang
- 2013: La religiosa
- 2014: Das Ende der Geduld
- 2015: Tannbach – Schicksal eines Dorfes
- 2015: Ich bin dann mal weg
- 2015: The Girl King
- 2016: Das Tagebuch der Anne Frank
- 2016: Seit Du da bist (película para la televisión)
- 2016: Gleißendes Glück
- 2016: Terror – Ihr Urteil
- 2017: Wir töten Stella
- 2018: Zwei Herren im Anzug
- 2018: Arthurs Gesetz
- 2018: Geister der Weihnacht (locutora)
- 2019: Herzjagen
- 2019: Und wer nimmt den Hund?
- 2020: Oktoberfest 1900 (serie de televisión)
- 2021: Endlich Witwer – Forever Young
- 2022: Wunderschön

## Premios

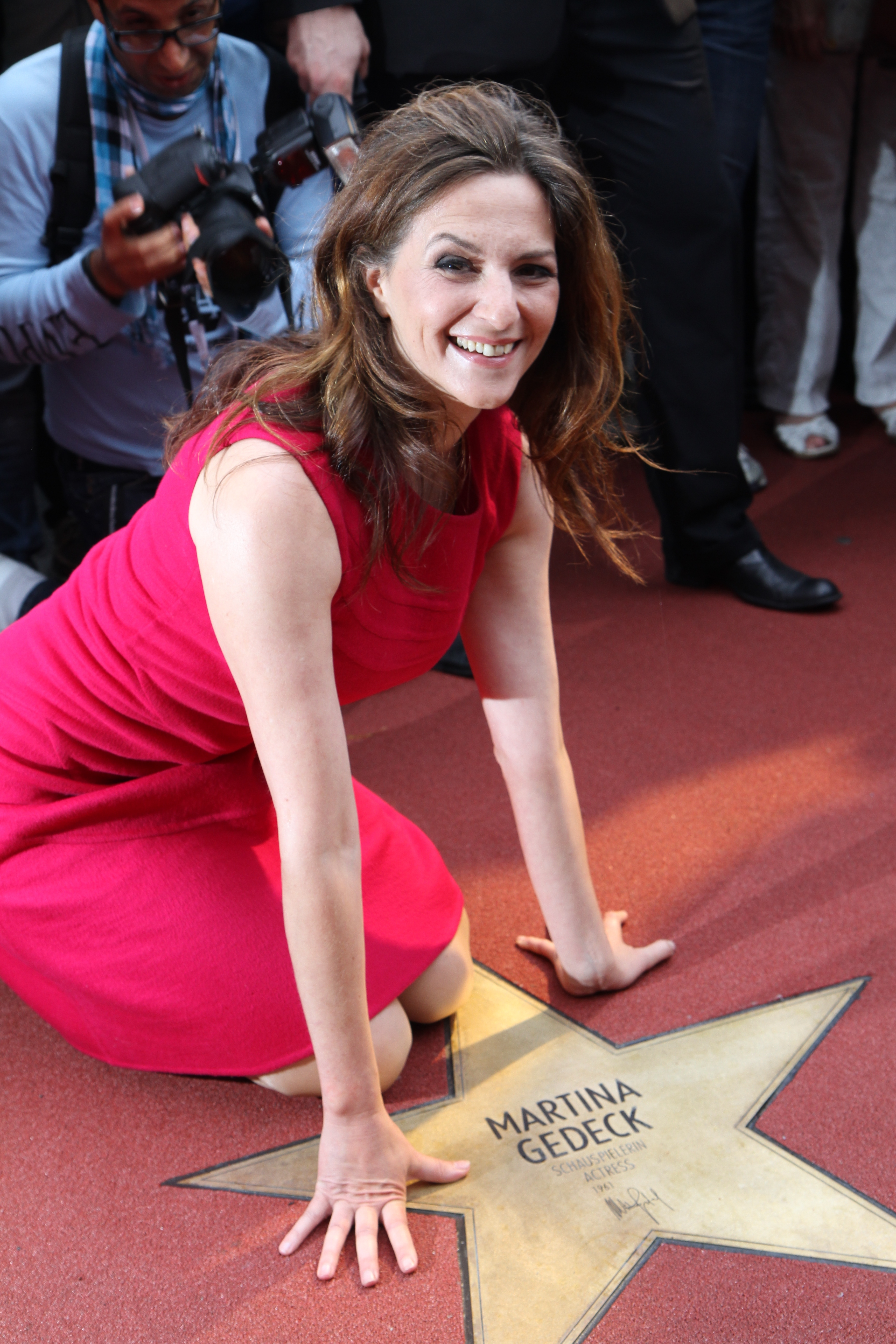
Martina Gedeck en el Boulevard de las estrellas (2011)

- 1995 – Blauer Panther (Bayerischer Fernsehpreis) por Hölleisengretl
- 1997 – Bundesfilmpreis für darstellerische Leistungen en Rossini y Das Leben ist eine Baustelle
- 1997 – Telestar, Beste Darstellerin in einem Fernsehspiel por Der Neffe y Kriminalpsychologin
- 1998 – Adolf-Grimme-Preis por Rossini y Bella Block: Tod eines Mädchens
- 1999 – Bayerischer Filmpreis, Beste Darstellerin por Grüne Wüste
- 2000 – Bayerischer Fernsehpreis por su papel en  Deine besten Jahre
- 2001 – Fernsehfilmpreis der Deutschen Akademie der Darstellenden Künste, Darsteller-Sonderpreis por Romeo
- 2002 – Preis der deutschen Filmkritik
- 2002 – Deutscher Filmpreis, Mejor actriz en Bella Martha
- 2003 – Goldene Kamera, Mejor actriz alemana
- 2004 – Deutscher Fernsehpreis, Mejor actriz en Hunger auf Leben
- 2006 – DIVA-Award en la categoría German Award (Hall of Fame)
- 2007 – Bayerischer Verdienstorden
- 2007 – Jupiter en la categoría Beste deutsche Darstellerin (Mejor actriz) por Elementarteilchen
- 2007 – Bayerischer Filmpreis en la categoría  Beste Schauspielerin (Mejor actriz) por Meine schöne Bescherung
- 2008 – Berliner Bär (B.Z.-Kulturpreis)
- 2011 – Estrella en el Boulevard der Stars en Berlín